# رتبه‌های نه
رتبه‌های نه (به انگلیسی: The Nines) یا نه فیلمی محصول سال ۲۰۰۷ و به کارگردانی جان اوگست است. در این فیلم بازیگرانی همچون رایان رینولدز، هوپ دیویس، ملیسا مک‌کارتی، ال فانینگ، دیوید دنمان و اکتاویا اسپنسر ایفای نقش کرده‌اند.